# Anne Ludvigsson
Anne Ludvigsson (ur. 26 października 1950) – szwedzka polityk Szwedzkiej Socjaldemokratycznej Partii Robotniczej, która była członkinią Riksdagu w latach 2002-2010.